# Erebia cleo
Erebia cleo är en fjärilsart som beskrevs av Jacob Hübner 1800. Erebia cleo ingår i släktet Erebia och familjen praktfjärilar. Inga underarter finns listade i Catalogue of Life.